# ماريانو دونكان
ماريانو دونكان هو لاعب كرة قاعدة دومينيكاني، ولد في 13 مارس 1963 في سان بيدرو دي ماكوريس في جمهورية الدومينيكان.

## وصلات خارجية
- ماريانو دونكان على موقع دوري كرة القاعدة الرئيسي (الإنجليزية)
- ماريانو دونكان على موقع الدوري الياباني لكرة القاعدة (الإنجليزية)
- ماريانو دونكان على موقعبيزبول رفرنس.كوم (الدوري الرئيسي) (الإنجليزية)
- ماريانو دونكان على موقعبيزبول رفرنس.كوم (الدوري الثانوي) (الإنجليزية)
- ماريانو دونكان على موقع إي إس بي إن.كوم (أم.أل.بي) (الإنجليزية)
- ماريانو دونكان على موقع مشجعي الرسوم البيانية (الإنجليزية)